# Муравей (заказник)
Мураве́й — государственный природный заказник регионального значения. Особо охраняемая природная территория в Подмосковье.

## География
Расположен на северо-востоке Московской области России, в центральной части Щёлковского района, между деревнями Топорково и Камшиловка, южнее урочища «Бычеровский лес». Находится в переходной зоне между Клинско-Дмитровской грядой (являющейся частью Смоленско-Московской возвышенности) и Мещёрской низменностью, относящейся к Восточно-Европейской равнине. Заповедник организован на трёх кварталах № 34—36 Свердловского лесохозяйственного участка Московского учебно-опытного лесничества, границы заказника совпадают с границами кварталов.
Общая площадь особо охраняемой природной территории — 210 га.

## Климат
Климат заказника — умеренно континентальный, сезонность чётко выражена; лето тёплое, зима умеренно холодная. Период со среднесуточной температурой ниже 0 °C длится 120—135 дней, начинаясь в середине ноября и заканчиваясь в середине — конце марта. Среднегодовая температура на территории области колеблется от 3,5 до 5,8 °C. Самый холодный месяц — январь. Годовое количество осадков от 500 до 600 мм.

## Рельеф и почвы
Заказник лежит в небольшом понижении рельефа с абсолютными отметками от 150 м до 160 м над уровнем моря.
На территории заказника присутствуют дерново-подзолистые почвы слабоглееватые, а также глееватые и глеевые.

## Гидрография
Западнее территории заказника протекает река Камшиловка — левый приток реки Любосеевки, которая, в свою очередь, является притоком реки Вори, на юге впадает в Камшиловский пруд. По центру и восточнее с севера на юг протекают ручьи без названий, один из которых впадает в р. Камшиловку севернее села Улиткино, другой — восточнее этого же села — в р. Любосеевку. По долинам реки и ручьев, а также в низинах имеются заболоченные участки и торфяники. В заказнике расположены родники, некоторые из них оборудованы и пользуются популярностью среди местных жителей.

## История
Создан Решением исполнительного комитета Московского областного Совета народных депутатов от 24.12.1987 № 1699/38.
Распоряжением министерства экологии и природопользования Московской области от 11.02.2008 № 13-РМ утверждены акты инвентаризации.
Постановлением Правительства Московской области от 11 февраля 2009 года № 106/5 утверждена Схема развития и размещения особо охраняемой природной территории.
Осуществляет федеральный государственный лесной надзор (лесная охрана) Государственное казенное учреждение Московской области «Мособллес».

## Описание
Заказник является природным комплексом, имеющим зоологическое, ландшафтное, эстетическое и учебное значение, на его территории находятся комплексы гнезд лесных муравьёв.
В Подмосковье встречается 41 вид муравьёв.
Наиболее полезными муравьями для лесов в Московской области считаются:
- малый лесной,
- рыжий лесной,
- красноголовый,
- обыкновенный тонкоголовый.

Малый лесной полезен тем, что другие муравьи не трогают личинок с ядовитой гемолимфой, он же активно на них нападает. Рыжий — в многовидовых ассоциациях муравейников является доминантом и самый обычный многочисленный вид по всему Подмосковью. Тонкоголовый и красноголовый — отмечаются как активные хищники.
Роль муравьев неоценима, установлено, что одним крупным муравейником обеспечивается защита 1/4 га леса от большинства вредителей.
Заказник является уникальным для Московской области природным комплексом, на его территории расположено 288 семей (гнёзд) рыжих лесных муравьёв.
В заказнике они располагаются в ельниках, что достаточно редко встречается, в своей работе Дунаев Е. А. пишет так — «реже этот вид можно обнаружить в ельниках (окрестности станции Гребнево Московской области)».
В заказнике сотрудниками кафедры экологии и защиты леса МГУЛ совместно со студентами также были выявлены уникальные поселения северного лесного муравья — ещё одного важного для лесозащиты вида. Данный вид крайне редко встречается в лесах Московской области и поселяется в еловых или смешанных лесах возраста свыше 50 лет.
Учебная база МГУЛ граничит с заказником южнее, около д. Камшиловка, и является одной из баз университета, находящихся в Щёлковском районе.
В заказнике преобладающими породами деревьев являются дуб, ель, сосна. В 2012 году лес сильно повреждается жуком короедом-типографом и вследствие этого проход в заповедник становится затруднён из-за упавших деревьев.

## Красная книга
Рыжие и северные лесные муравьи занесены в список редких уязвимых таксонов, которые нуждаются в постоянном контроле и наблюдении Красной книги Московской области, а также в Красном списке угрожаемых видов МСОП.

## Топографические карты
- Лист карты N-37-5 Ногинск. Масштаб: 1 : 100 000. Состояние местности на 1984 год. Издание 1985 г.
- Карты Генштаба Московской области 1987 г.

## Галерея

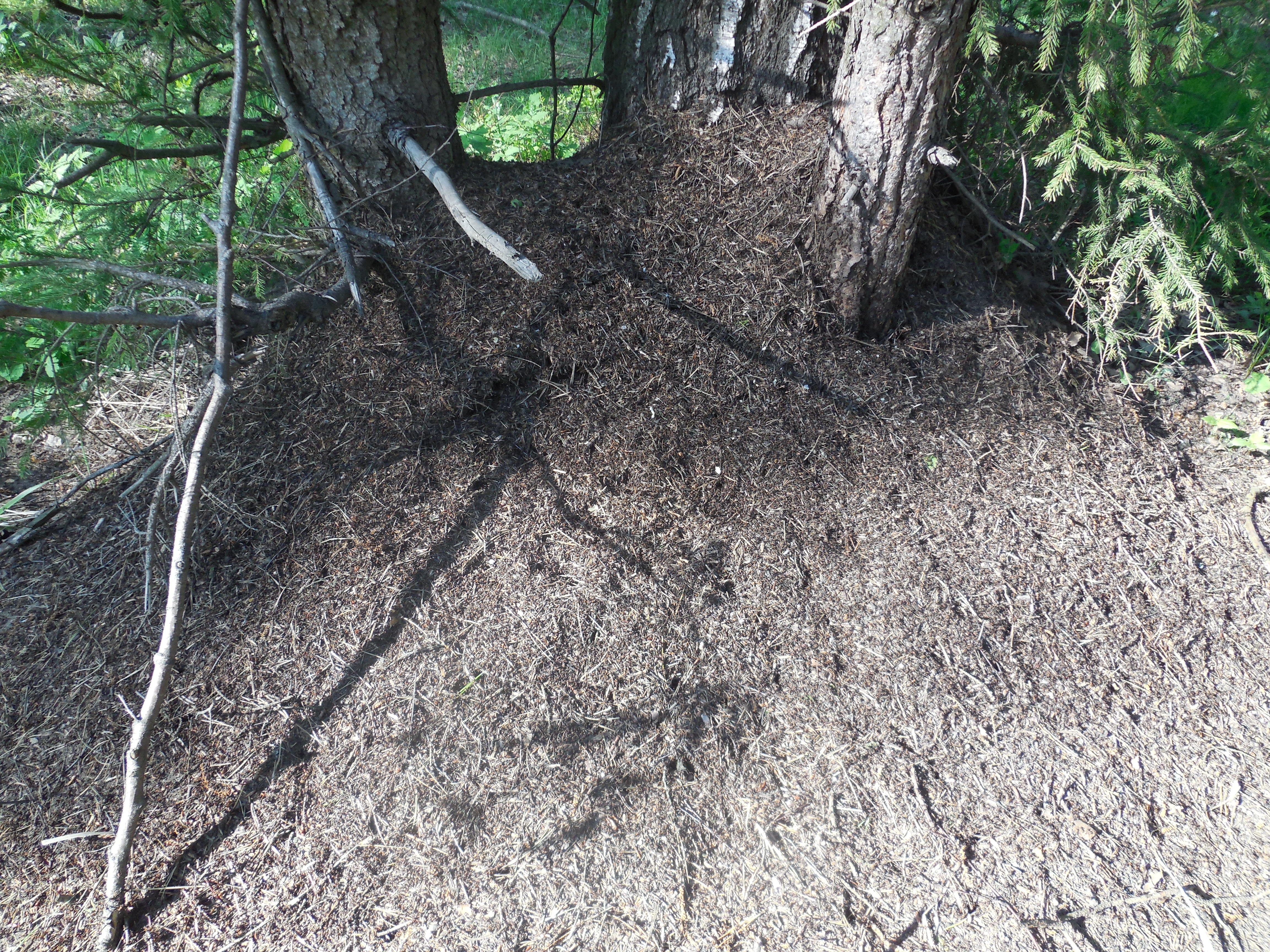
Гнездо рыжих лесных муравьёв
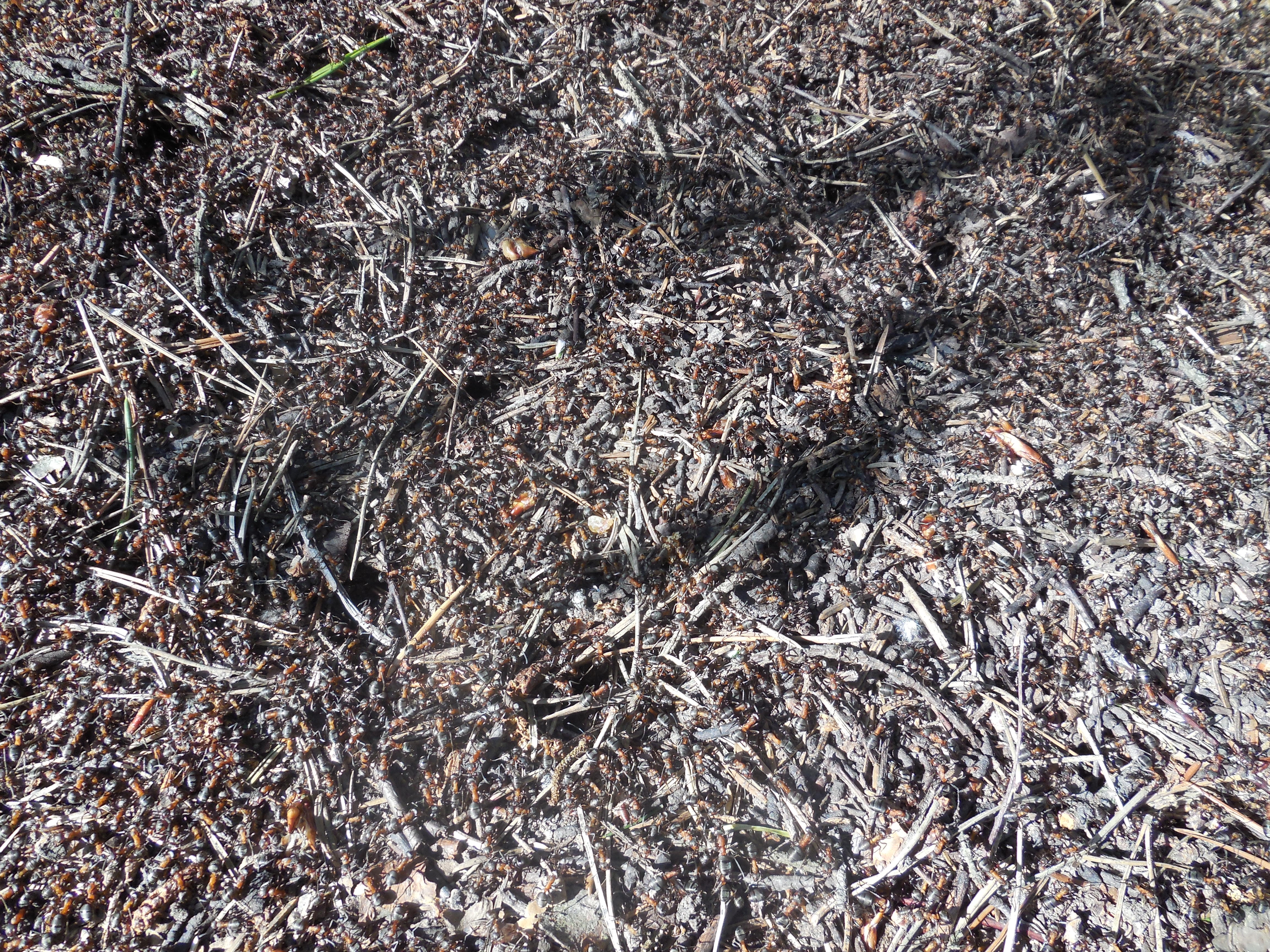
Семья рыжих лесных муравьёв
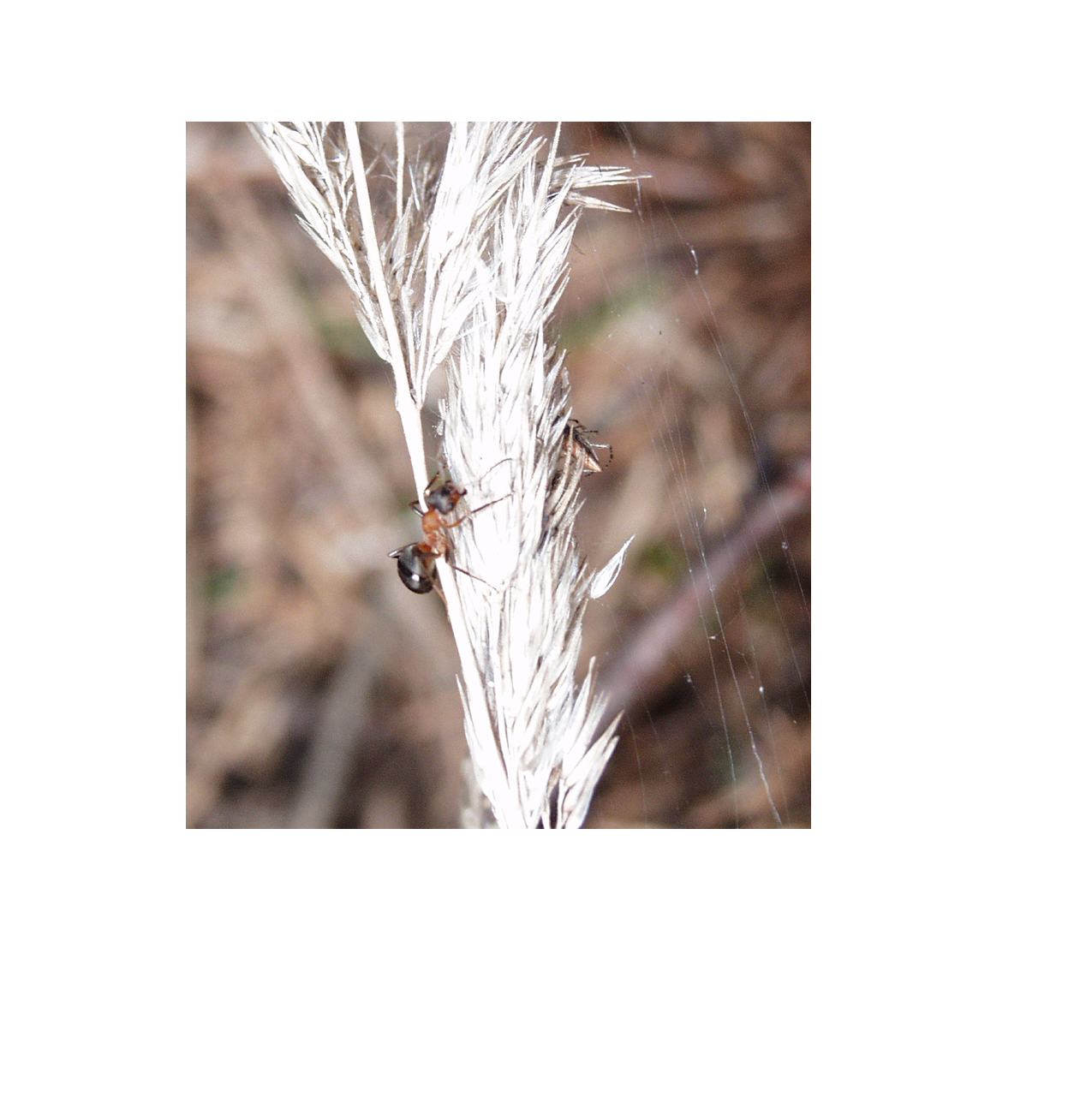
Муравей на охоте
Стакан воды
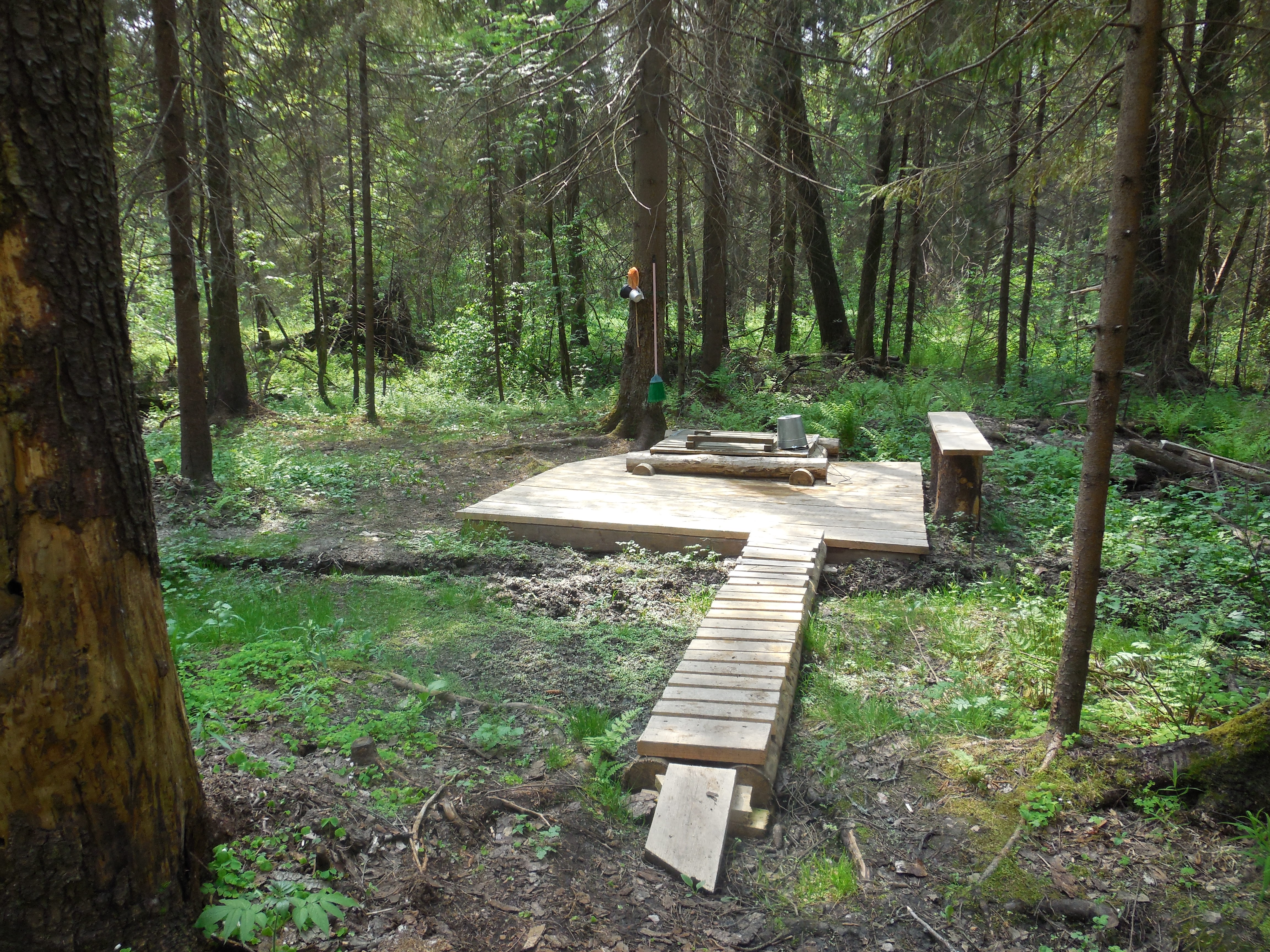
Оборудованный родник
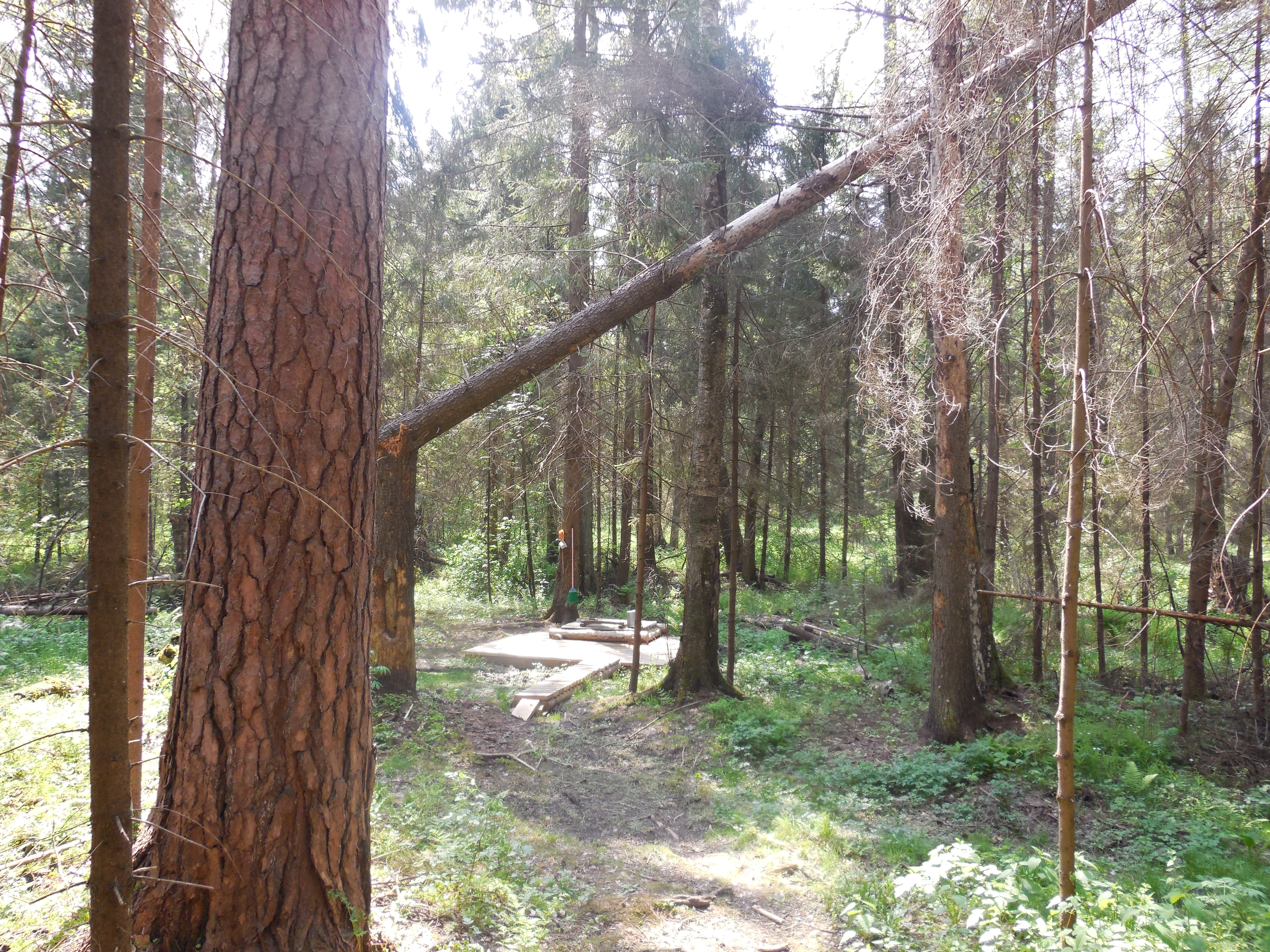
Родник в лесу
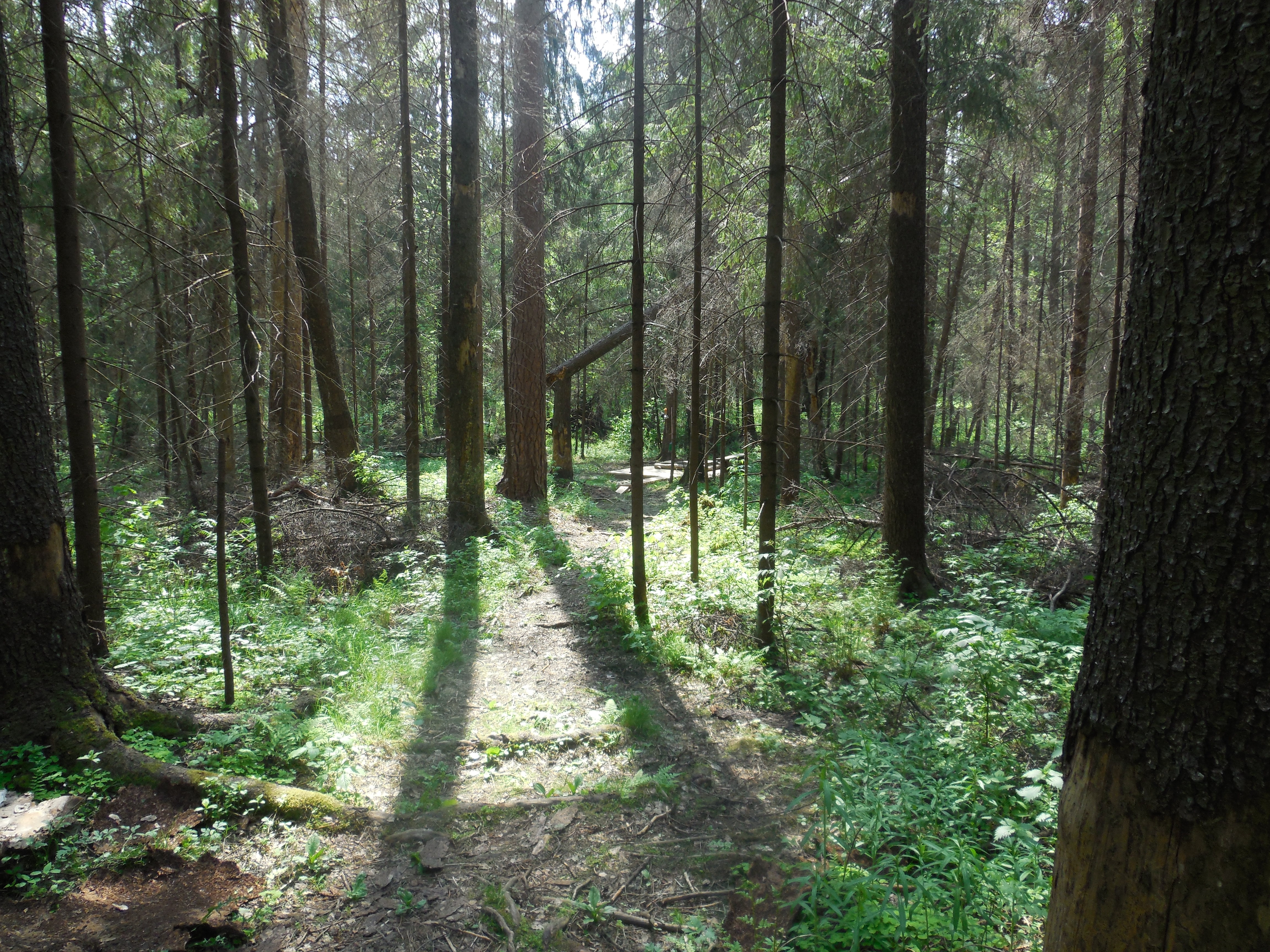
Рельеф местности, оборудованный родник, заповедник «Муравей»
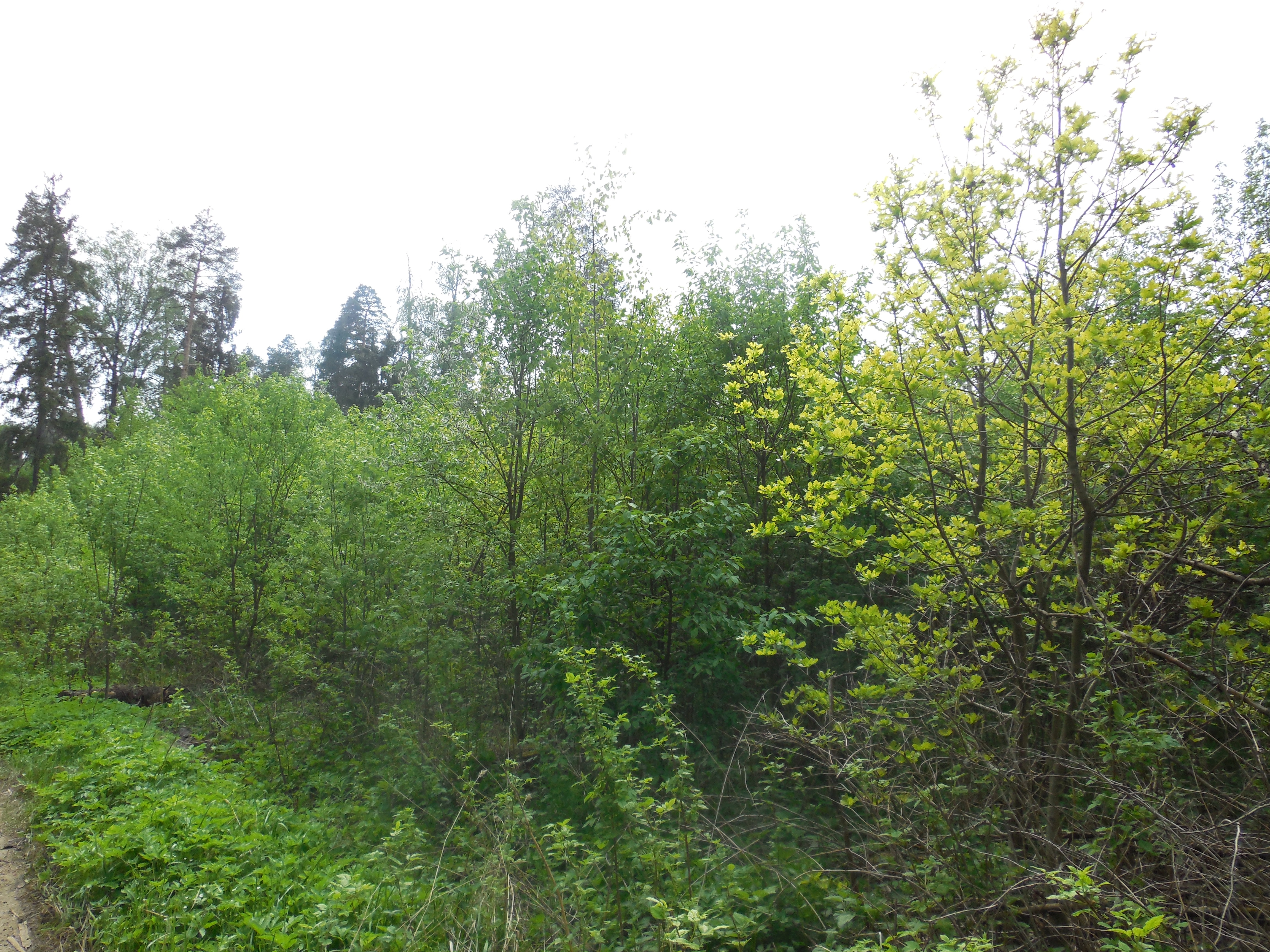
Заказник «Муравей»
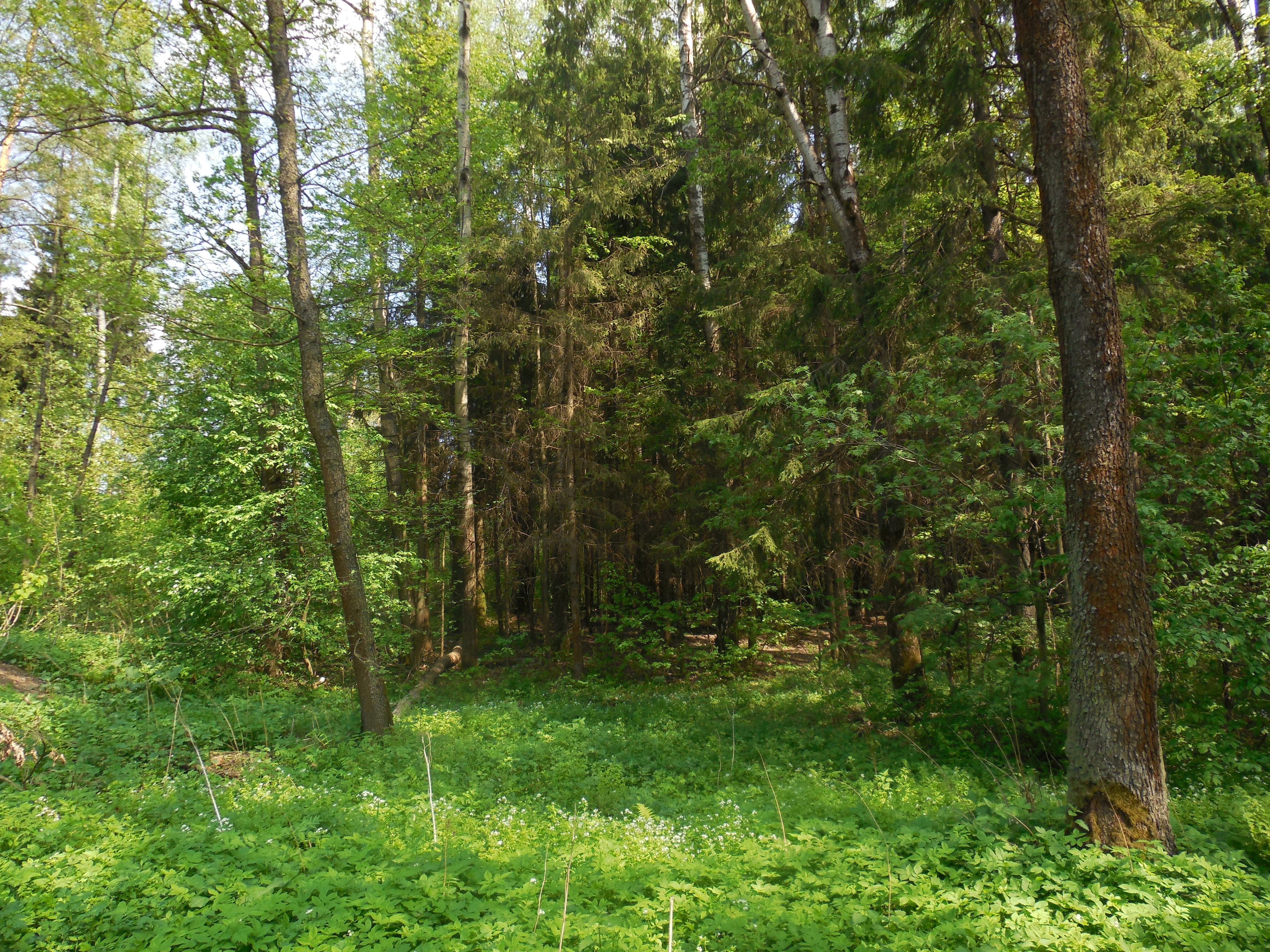
Поляна в лесу заказника «Муравей»
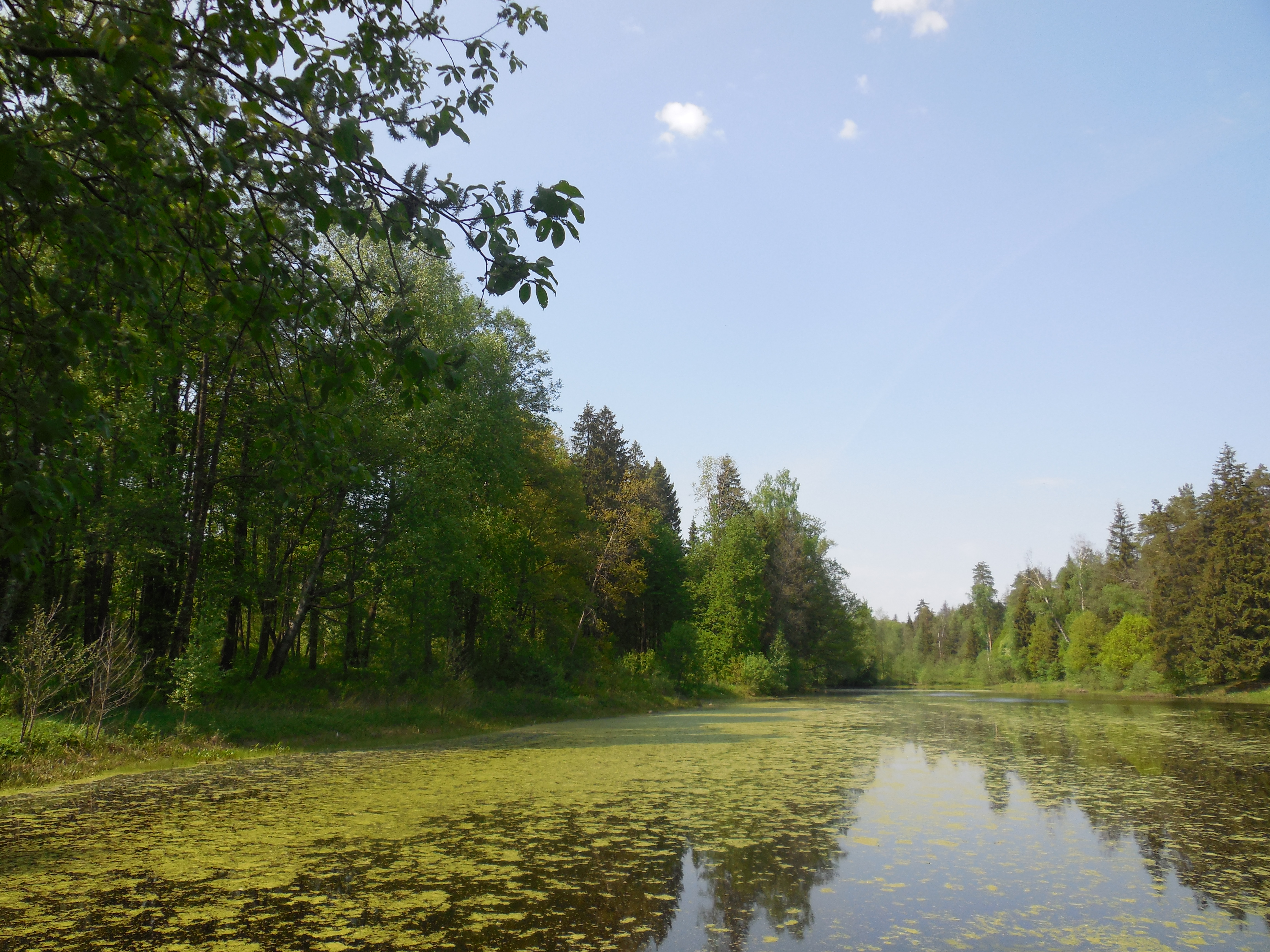
Камшиловский пруд на юге заказника «Муравей»
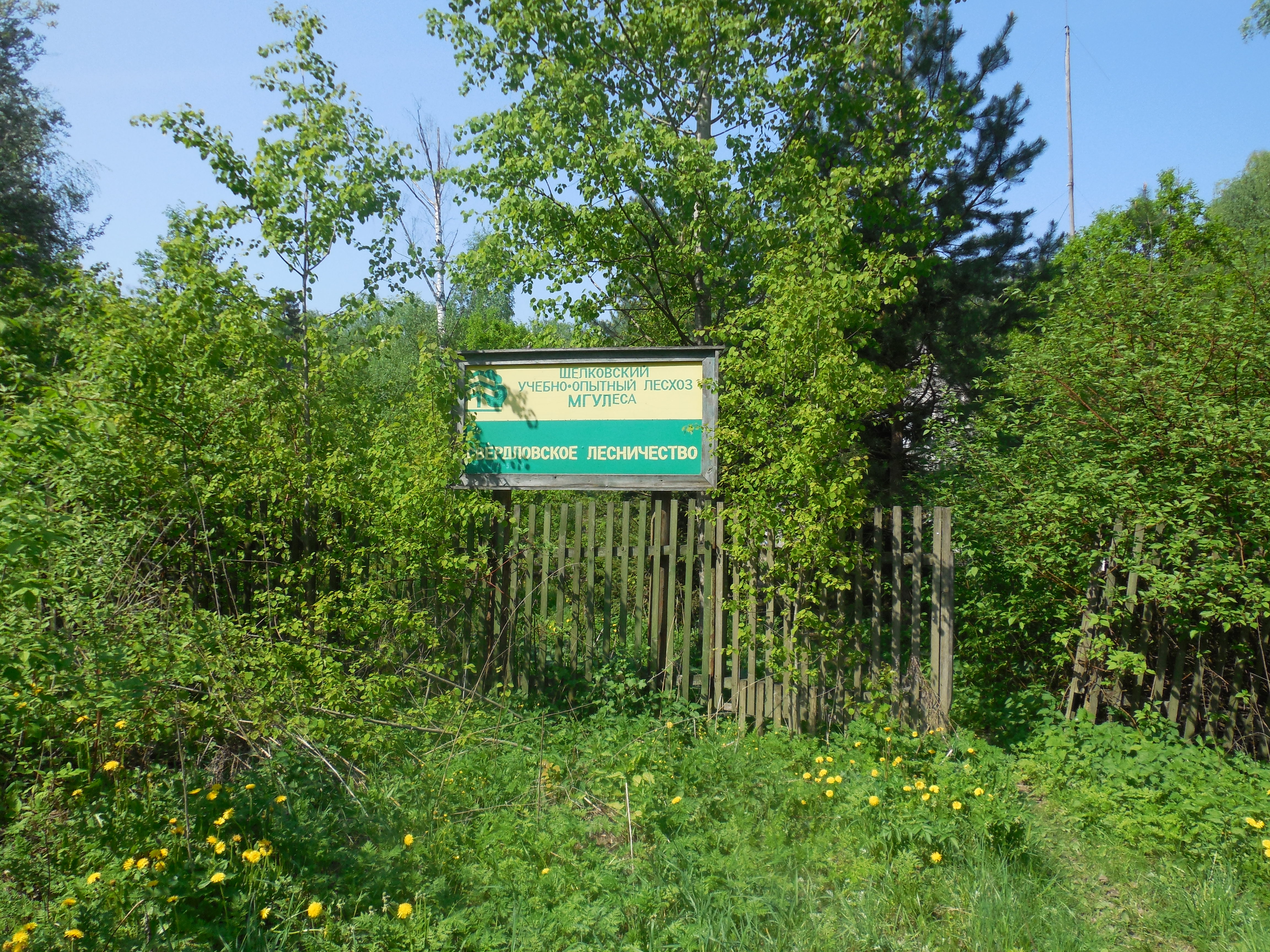
Свердловский участок МГУЛ